# Sinagoga vecchia Beth Israel di Portland
La sinagoga vecchia Beth Israel di Portland, oggi scomparsa, era una sinagoga monumentale situata a Portland. Costruita nel 1888-1889, fu distrutta da un incendio nel 1923.

## Storia e descrizione
Nel 1858 la congregazione Beth Israel nacque non solo come prima congregazione ebraica di Portland, ma come prima dell'intero stato dell'Oregon.
Nel 1888-1889 la congregazione costruì una sinagoga monumentale, che ben presto si impose nel panorama cittadino per il suo disegno elegante e le due alte torri che ne decoravano la facciata. Il tempio poteva ospitare 750 persone ed era allora il più grande spazio religioso della città. Con un enorme rosone sopra l'organo, alte finestre laterali e un soffitto a botte il santuario era pieno di luce.
Il 29 dicembre 1923 l'edificio andò completamente distrutto in un incendio doloso. Nel 1927 si mise mano alla costruzione della nuova sinagoga, la sinagoga Beth Israel di Portland che ancor oggi serve ai bisogni della congregazione.